# Crossoptilon crossoptilon harmani
El faisán orejudo tibetano (Crossoptilon crossoptilon harmani) es una subespecie de faisán orejudo blanco endémica de los bosques de Rhododendron del sur del Tíbet y zona adyacente del noreste de la India. Algunas clasificaciones lo consideran una especie independiente (Crossoptilon harmani).